# Homokszentgyörgy
Homokszentgyörgy è un comune dell'Ungheria di 1.235 abitanti situata nella contea di Somogy, nell'Ungheria centro-occidentale.